# Yoshiharu Tsuge
Yoshiharu Tsuge (つげ 義春?, Tsuge Yoshiharu; Tokyo, 30 ottobre 1937) è un fumettista giapponese.

## Carriera[1]
È stato attivo nel fumetto tra il 1955 e il 1987. Le sue opere spaziano dai racconti di vita all’onirico, e spesso mostrano la sua passione per i viaggi attraverso il Giappone. Raggiunge la notorietà attraverso i suoi lavori surreali e onirici che pubblica alla fine degli anni '60 nella rivista d'avanguardia Garo.
Tsuge muove i primi passi, nell'ambito del fumetto, nel 1954 con racconti di ispirazione noir che segnano il suo debutto nel mercato delle librerie a prestito, le Kashihonya (貸本屋?) , che prosperò nel Giappone del dopoguerra. In questa prima fase realizza fumetti nello stile gekiga ma anche illustrazioni e strisce umoristiche ispirate ai classici del genere. I dieci anni successivi all’esordio sono segnati da crisi professionali ed esistenziali che culminano nel tentato suicidio del 1962.
Il 1965 rappresenta l’anno della rinascita. Tra il '65 e il '70, entra nella sua fase più produttiva, inaugurando una proficua collaborazione con la rivista Garo. Tra l’agosto del ’65 e il marzo del ’ 70 produce ventidue storie che lasceranno il segno nella storia del fumetto. Nejishiki (ねじ式?) del 1968, opera surreale e introspettiva, segna l’inizio del manga di matrice onirica e apre il dibattito sul valore artistico e letterario del fumetto in Giappone. A partire dagli anni '70, non pubblicò più i suoi lavori su Garo. Dopo una pausa di circa due anni nel  ‘72 torna a pubblicare opere, lasciate le pagine di Garo, concentrandosi su racconti autobiografici o di matrice erotica e grottesca. È comunque su Garo che nel '66 , con Chico, pubblica la prima opera biografica, realistica, intimista.  Per questo è considerato il creatore del genere semi-autobiografico, il   "watakushi manga" letteralmente "manga su di me" ,  segnato dall'impronta della miseria e della depressione, dal ricordo della propria infanzia popolare e dagli inizi da mangaka squattrinato, sviluppando uno stile in contrasto con una società molto sensibile alla vergogna e che scoraggia la rappresentazione di se. Nel 1985 pubblica L'uomo senza talento (無能の人?, Munō no Hito), da molti considerato il suo capolavoro. Il libro racconta la vita di un uomo incapace di provvedere alla sua famiglia, un sognatore i cui progetti finiscono sempre per scontrarsi con la dura realtà.  
Nell’87, a causa di problemi psicologici e familiari, abbandona il mondo del fumetto con il suo ultimo lavoro Betsuri (別離?).
È il fratello maggiore di Tadao Tsuge, anch'egli fumettista.

## Opere
- Hannin wa dare da!! (犯人は誰だ!!), 1954
- Uwasa no Bushi (噂の武士), 1965
- Chiko (チーコ), 1966
- Hatsutake gari (初茸がり), 1966
- Numa (沼), 1966
- Akai Hana (紅い花), 1967
- Lee-san Ikka (李さん一家), 1967
- Nejishiki (ねじ式), 1968
- Gensen-kan Shujin (ゲンセンカン主人), 1968
- Realism no Yado (リアリズムの宿), 1973
- Yoshio no Seishun (義男の青春), 1974
- Hissatsu surumegatame (必殺するめ固め), 1979
- Munō no Hito (無能の人), 1985.
- Betsuri (別離), 1987

## Traduzioni italiane
- L'uomo senza talento, collana Jason Molina, Canicola, 11 maggio 2017, ISBN 978-8899524128.
- Il giovane Yoshio, collana Jason Molina, Canicola, 10 maggio 2018, ISBN 978-8899524340.
- Nejishiki, collana Tezuka, Oblomov Edizioni, 14 giugno 2018, ISBN 978-8885621541.
- Fiori rossi, collana Tezuka, Oblomov Edizioni, 6 settembre 2018, ISBN 978-8885621572.
- Destino, collana Tezuka, Oblomov Edizioni, 21 febbraio 2019, ISBN 978-8885621688.
- La stanza silenziosa, collana Jason Molina, Canicola, 4 aprile 2019, ISBN 978-8899524364.
- One night, collana Tezuka, Oblomov Edizioni, 30 gennaio 2020, ISBN 978-8885621961.
- Il libro dei sogni, collana Jason Molina, Canicola, 11 novembre 2022, ISBN 978-8899524579.